# Tachina mallochi
Tachina mallochi là một loài ruồi trong họ Tachinidae.